# Kinesiskt nyår

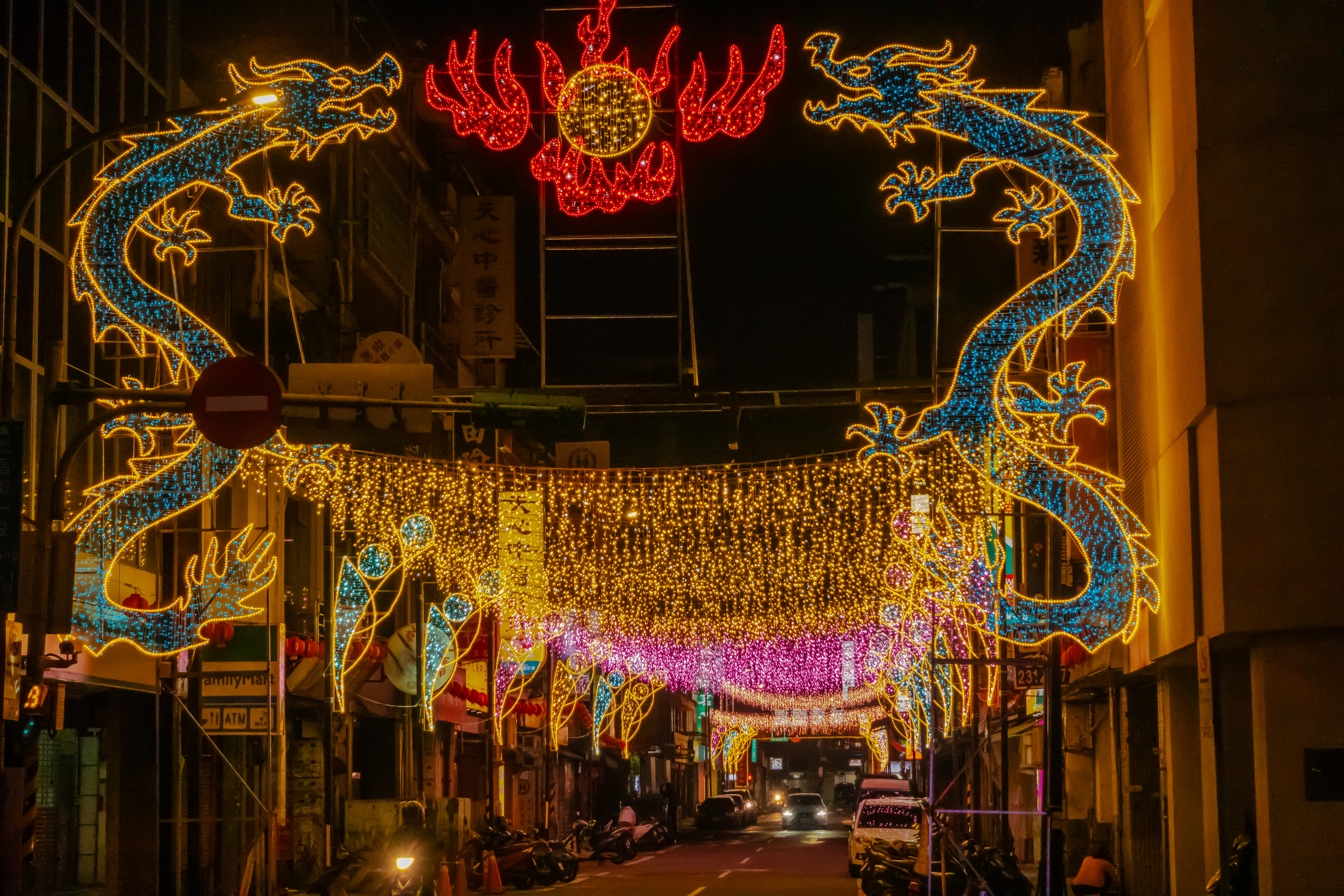
Gata i Taipei dekorerad för kinesiskt nyårsfirande 2024.

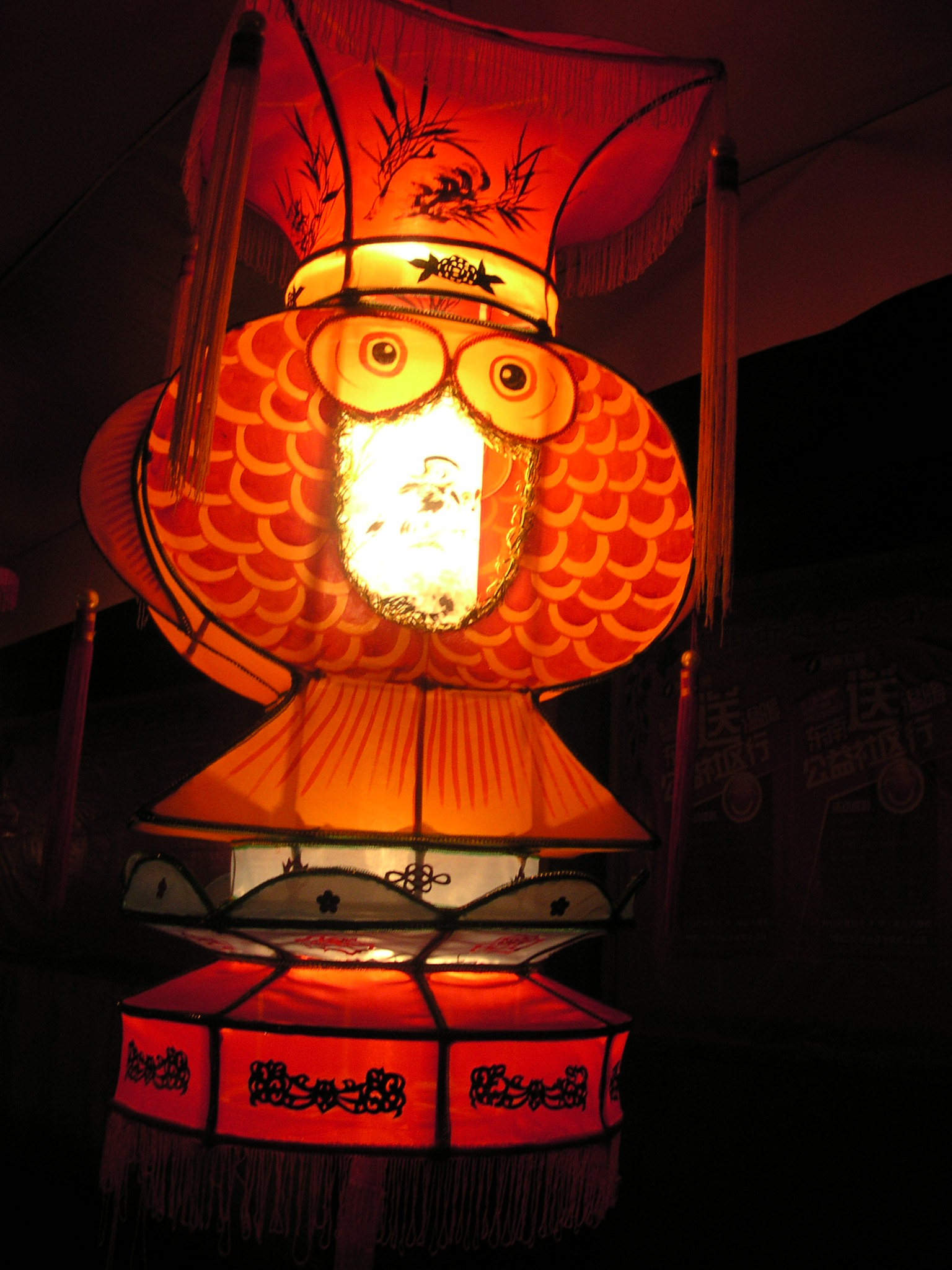
Firandet avslutas med lyktfesten.

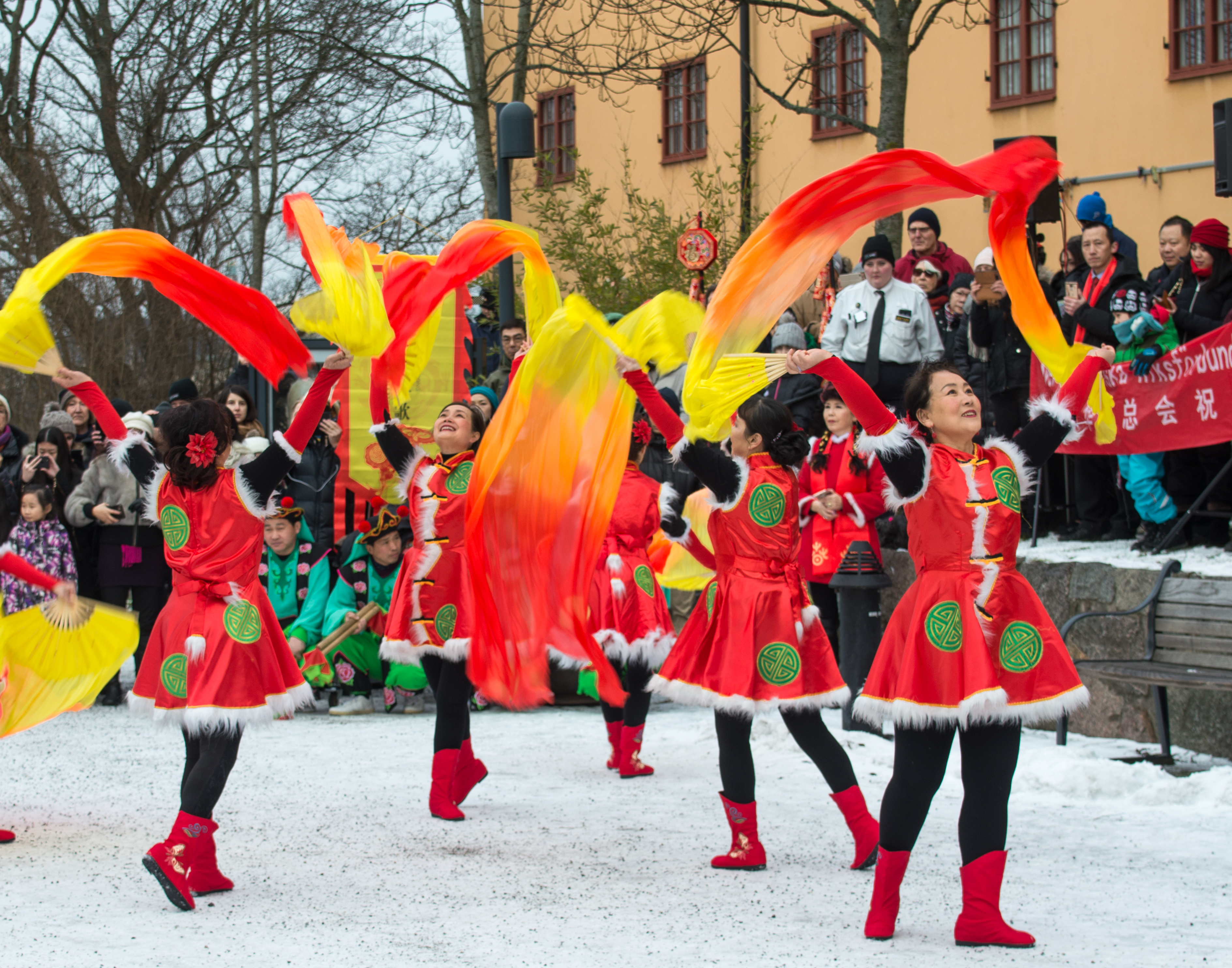
Kinesiska nyåret 2018 - Hundens år - firades på Östasiatiska museet i Stockholm den 10 februari 2018.

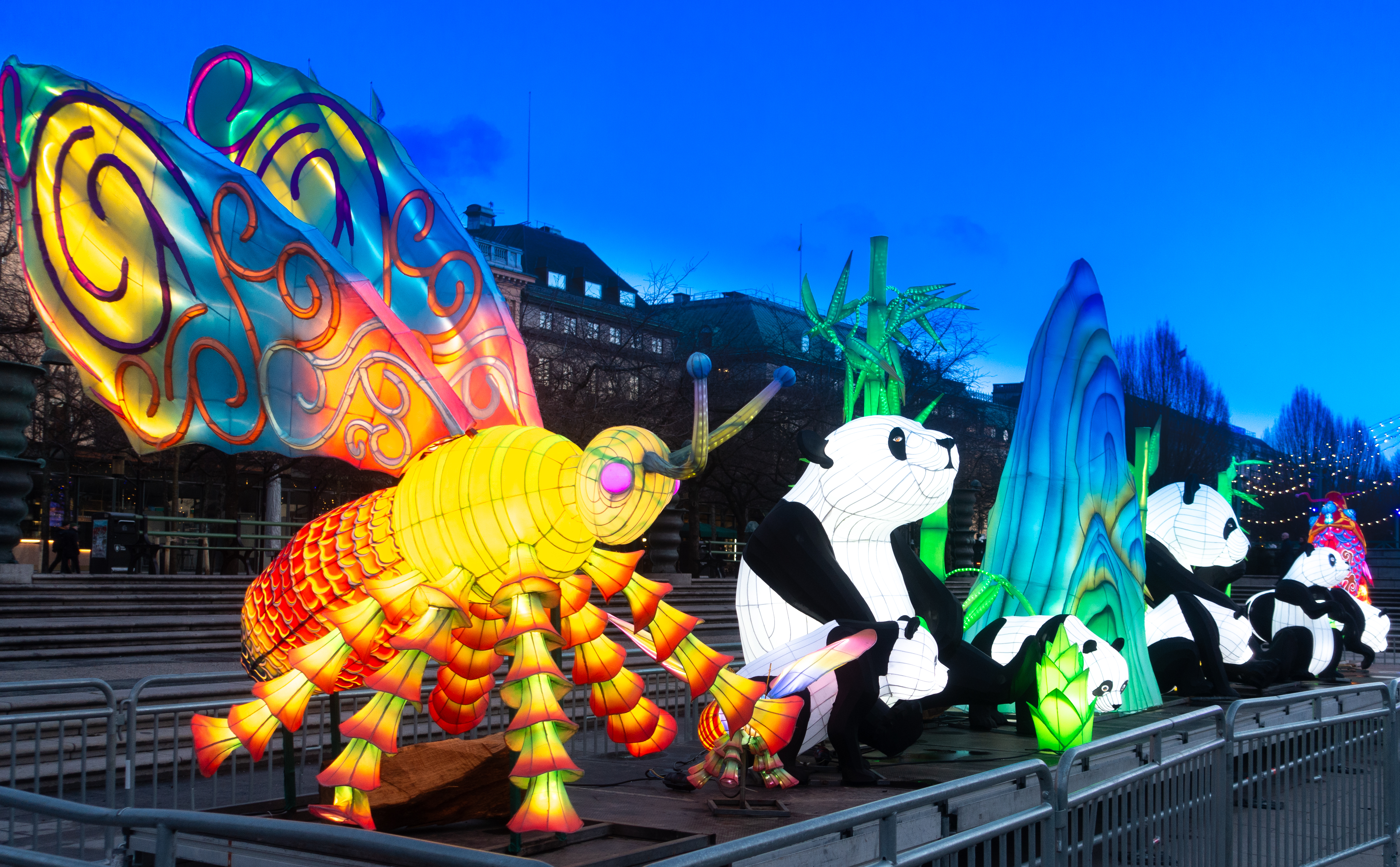
Det kinesiska nyåret 2025 (Ormens år) i en installation i Kungsträdgården i Stockholm.

Kinesiskt nyår eller vårfesten (春节; 春節; Chūnjié) är det kinesiska nyåret enligt den traditionella kinesiska kalendern. Det infaller i samband med nymåne under perioden 21 januari till 20 februari i den gregorianska kalendern. Det kinesiska nyåret är den största och viktigaste av de traditionella (och moderna) kinesiska högtiderna och markerar inte bara början på det nya året utan också början på det ljusare halvåret.

## Firande
En mängd traditioner finns runt det kinesiska nyåret. Nyårsfesten hålls som regel på nyårsafton, medan nyårsdagen är vigt åt vän- och familjebesök. Midnatt firas in med smällare och fyrverkerier. En obligatorisk symbolladdad rätt i större delen av Kina är fisk, eftersom uttalet för fisk är det samma som för ordet "överflöd". I Nordkina är jiaozi, som annars är vardagsmat, lika obligatoriskt på matbordet. Man brukar även äta tangyuan till efterrätt. Barn, men också många andra, får vanligen en nyårspeng i ett rött kuvert. Helst av allt skall beloppet vara förknippat med en 8:a då det är ett turnummer. T.ex. 8, 80, 88 eller 888 RMB. Många arbetsplatser delar ut en 13:e månadslön till sina anställda. Vårfestivalen är också för många den längsta arbetsfria perioden på året.

## Kalender
| Gregorianskt år | Datum       | Djur        |
| --------------- | ----------- | ----------- |
| 2003            | 1 februari  | Fåret/Geten |
| 2004            | 22 januari  | Apan        |
| 2005            | 9 februari  | Tuppen      |
| 2006            | 29 januari  | Hunden      |
| 2007            | 18 februari | Grisen      |
| 2008            | 7 februari  | Råttan      |
| 2009            | 25 januari  | Oxen        |
| 2010            | 14 februari | Tigern      |
| 2011            | 3 februari  | Kaninen     |
| 2012            | 23 januari  | Draken      |
| 2013            | 10 februari | Ormen       |
| 2014            | 31 januari  | Hästen      |
| 2015            | 19 februari | Fåret/Geten |
| 2016            | 8 februari  | Apan        |
| 2017            | 28 januari  | Tuppen      |
| 2018            | 16 februari | Hunden      |
| 2019            | 5 februari  | Grisen      |
| 2020            | 25 januari  | Råttan      |
| 2021            | 12 februari | Oxen        |
| 2022            | 1 februari  | Tigern      |
| 2023            | 22 januari  | Kaninen     |
| 2024            | 10 februari | Draken      |
| 2025            | 29 januari  | Ormen       |
| 2026            | 17 februari | Hästen      |
| 2027            | 6 februari  | Fåret/Geten |
| 2028            | 26 januari  | Apan        |
| 2029            | 13 februari | Tuppen      |
| 2030            | 3 februari  | Hunden      |
| 2031            | 26 januari  | Grisen      |
| 2032            | 11 februari | Råttan      |
| 2033            | 31 januari  | Oxen        |
| 2034            | 19 februari | Tigern      |

## När infaller det kinesiska nyåret?
Det är tre grundregler som styr när det nya året börjar:
- Det kinesiska nyåret infaller den andra nymånen efter vintersolståndet.
- Det kinesiska nyåret infaller vid den nymåne som ligger närmast den första solterminen (立春)
- Det kinesiska nyåret infaller vid den nymåne som kommer efter den sista solterminen (大寒)

Under de tusen åren från 1645 till 2644 infaller det kinesiska nyåret alltid från 21 januari till 21 februari.